# أل غولدستاين
أل غولدستاين (بالإنجليزية: Al Goldstein)‏ هو لاعب كرة قدم أمريكية أمريكي، ولد في 8 يناير 1936 في بروكلين في الولايات المتحدة، وتوفي في 2 فبراير 2009 في بلدة ويست بلومفيلد في الولايات المتحدة.